# Agnieszka Cianciara
Agnieszka Katarzyna Cianciara (ur. 10 kwietnia 1981 w Warszawie) – polska politolog, dr hab. nauk społecznych, profesor nadzwyczajny Instytutu Studiów Politycznych Polskiej Akademii Nauk, Kierowniczka Zakładu Badań Organizacji Międzynarodowych i Bezpieczeństwa Globalnego.

## Życiorys
W 2005 ukończyła studia w zakresie nauk politycznych na Uniwersytecie Warszawskim, w latach 2005–2006 studiowała w Kolegium Europejskim w Brugii. 26 listopada 2010 obroniła w Instytucie Studiów Politycznych Polskiej Akademii Nauk napisaną pod kierunkiem Krzysztofa Jasieckiego pracę doktorską Polski lobbing gospodarczy w Unii Europejskiej: perspektywa neoinstytucjonalna. 22 czerwca 2018 habilitowała się w Instytucie Studiów Politycznych PAN na podstawie dorobku naukowego i pracy zatytułowanej Europejska Polityka Sąsiedztwa w perspektywie konstruktywizmu. Aktorzy, narracje, strategie.
Od 2011 związana zawodowo z Instytutem Studiów Politycznych PAN. W latach 2016–2020 pełniła tamże funkcję zastępczyni dyrektora.
W latach 2006–2012 była asystentką w Kolegium Europejskim w Natolinie. 
Jej zainteresowania naukowe obejmują takie kwestie jak: integracja europejska, zróżnicowana integracja i dezintegracja; polska polityka europejska; reprezentacja interesów w Unii Europejskiej; Europejska Polityka Sąsiedztwa i Partnerstwo Wschodnie. 

## Publikacje
- 2012: Polski lobbing gospodarczy w Unii Europejskiej: perspektywa neoinstytucjonalna[1][7]
- 2014: Gospodarcze uwarunkowania polityki wschodniej Niemiec i Francji[1]
- 2014: Partnerstwo Wschodnie 2009–2014: geneza, funkcjonowanie, uwarunkowania[1][8]
- 2015: Europeizacja partii politycznych i grup interesu w wybranych krajach Partnerstwa Wschodniego i kandydujących do Unii Europejskiej[1]
- 2016: Europeanization as a legitimation strategy of political parties: the cases of Ukraine and Georgia[9]
- 2017: Europejska Polityka Sąsiedztwa w perspektywie konstruktywizmu: aktorzy, narracje strategie[10]
- 2017: Stability, security, democracy: explaining shifts in the narrative of the European Neighbourhood Policy[11]
- 2020: The Politics of the European Neighbourhood Policy[12]
- 2020: Differentiation, Brexit and EU-Turkey relations[13]
- 2020: Differentiated integration: towards a new model of European Union–Turkey relations?[14]
- 2021: Asymmetric Bilateralism and the Struggle over Status in the EU Field of Power[15]
- 2021: Between EU’s aspiring saint and disillusioned rebel. Hegemonic narrative and counter-narrative production in Poland[16]